# Operazione Sundevil
L'8 maggio 1990 lo United States Secret Service (tra i cui compiti rientra anche la repressione di crimini finanziari ed informatici) fece irruzione nelle case di numerosi attivisti informatici collegati al mondo delle BBS, all'interno dell'operazione Sundevil: furono emessi 27 mandati di perquisizione in 14 città, sequestrati 23.000 floppy disk, diverse decine di computer e chiuse numerose BBS.
L'obiettivo dell'operazione era identificare la Legion Of Doom, un gruppo di hacker accusati di aver causato la paralisi della rete telefonica AT&T del 15 gennaio 1990, quando sessanta milioni di persone rimasero scollegate dalla rete e settanta milioni di chiamate vennero interrotte.
Tutte le accuse formulate caddero senza conseguenze legali quando gli hacker imputati dimostrarono la legalità delle proprie azioni (in seguito fu dimostrato che la paralisi fu causata da un errore di programmazione); il comportamento repressivo delle forze dell'ordine, spinse John Perry Barlow e Mitch Kapor a fondare l'Electronic Frontier Foundation.